# FC Annecy
Football Club d'Annecy este un club de fotbal francez cu sediul în orașul Annecy din Haute-Savoie. Echipa își joacă meciurile de acasă pe Parc des Sports, unde clubul și predecesorul său își au sediul din 1964. Clubul Annecy va concura în Ligue 2 în 2022-23.
Fotbal Club Annecy a fost fondat sub denumirea actuală în 1993, ca reîncarnare a defunctului Football Club d'Annecy. FC Annecy, format în 1927, și-a petrecut cea mai mare parte a istoriei în fotbalul amator regional. Clubul a devenit profesionist în 1942, dar a fost nevoit să revină la amatorism un an mai târziu. Atunci când a fost creată o ligă națională de amatori pentru sezonul 1948-49, Annecy a devenit membru fondator. După unsprezece sezoane, Annecy a devenit campioana de amatori a Franței la sfârșitul sezonului 1959-60 și, după o scurtă ascensiune la începutul anilor 1970, a revenit în obscuritatea care i-a caracterizat începuturile.
În anii 1980, FC Annecy a cunoscut din nou o ascensiune bruscă, obținând trei promovări în nouă ani pentru a ajunge în al doilea eșalon francez în campania 1988-89. Clubul a redevenit profesionist după primul sezon în această divizie și a atins apogeul în sezonul 1990-91, când echipa a înregistrat performanțe bune atât în Coupe de France, cât și în campionat. După retrogradarea din sezonul 1992-93, clubul a capitulat în octombrie 1993. În locul său a fost înființat, așadar, Annecy Football Club, care a ocupat un loc în campionat cu cinci divizii sub poziția din eșalonul al treilea pe care o părăsise fostul club. Deși noua echipă a obținut două promovări în decurs de cinci ani, Annecy a petrecut apoi nouă ani în eșalonul al șaselea, înainte de a cunoaște din nou retrogradarea în sezonul 2007-2008.
Promovări consecutive în 2015 și 2016, precum și o a treia promovare în șase sezoane în 2020, au readus clubul în Championnat National, al treilea eșalon. În 2022, Annecy a obținut promovarea în Ligue 2.